# Tania Moreno
Tania Moreno Matveeva (Madrid, 29 de enero de 2002) es una deportista española que compite en voleibol, en la modalidad de playa, haciendo pareja con Daniela Álvarez (desde 2017).
Ganó una medalla de plata en el Campeonato Europeo de Vóley Playa de 2023, en el torneo femenino. Participó en los Juegos Olímpicos de París 2024, ocupando el quinto lugar en el torneo femenino.
Estudió el grado de Nutrición en la Universidad Cristiana de Texas.

## Palmarés

### Campeonato de Europa
| Año  | Campeonato | Pareja       | Oponentes en la final      | Resultado          |
| 2023 | Viena 2023 | Tania Moreno | Tanja Hüberli Nina Brunner | 0-2 (12-21, 13-21) |

### Beach Pro Tour
| Leyenda           |
| BPT Finals (0)    |
| BPT Elite 16 (0)  |
| BPT Challenge (0) |
| BPT Futures (0)   |

Finalista (1)
| N.º | Fecha                  | Torneo | Pareja       | Oponentes en la final               | Resultado          |
| --- | ---------------------- | ------ | ------------ | ----------------------------------- | ------------------ |
| 1.  | 3 de diciembre de 2023 | Nuvali | Tania Moreno | Anastasija Kravčenoka Tina Graudina | 0-2 (14-21, 18-21) |

## Clasificación histórica
- Actualizado a 14 de noviembre de 2024.[4]

| Torneos de final de año |                     |                  |                         |        |       |      |
| BPT Finals              | N/C                 | G                | 0 / 1                   | 0-4    | 0 %   |      |
| Títulos                 | 0                   | 0                | 0                       | 0 / 1  | 0-4   | 0%   |
| Ganados-Perdidos        | 0-0                 | 0-0              | 0-4                     | 0 / 1  | 0-4   | 0%   |
| Elite 16                |                     |                  |                         |        |       |      |
| Doha                    | ND                  | RP1              | RP2                     | 0 / 2  | 1-2   | 33 % |
| Tepic                   | Elite 16 Rosario    | A                | RP1                     | 0 / 1  | 0-1   | 0 %  |
| Brasilia                | Elite 16 Uberlandia | A                | 0 / 0                   | 0-0    | 0 %   |      |
| Espinho                 | Elite 16 París      | 4º               | 0 / 1                   | 6-2    | 75 %  |      |
| París                   | A                   | RP1              | Elite 16 Espinho        | 0 / 1  | 0-1   | 0 %  |
| Ostrava                 | A                   | A                | A                       | 0 / 0  | 0-0   | 0 %  |
| Gstaad                  | A                   | RP2              | R12                     | 0 / 2  | 3-4   | 43 % |
| Viena                   | Elite 16 Australia  | R12              | 0 / 1                   | 2-2    | 50 %  |      |
| Hamburgo                | CF                  | RP1              | A                       | 0 / 2  | 3-4   | 43 % |
| Joao Pessoa             | Elite 16 Jurmala    | A                | A                       | 0 / 0  | 0-0   | 0 %  |
| Río de Janeiro          | Elite 16 Montreal   | A                | 0 / 0                   | 0-0    | 0 %   |      |
| Montreal                | A                   | RP2              | Elite 16 Río de Janeiro | 0 / 1  | 1-1   | 50 % |
| Títulos                 | 0                   | 0                | 0                       | 0 / 11 | 16-17 | 48 % |
| Ganados-Perdidos        | 3-3                 | 2-5              | 11-9                    | 0 / 11 | 16-17 | 48 % |
| Challenge               |                     |                  |                         |        |       |      |
| Kuşadası                | RP2                 | ND               | 0 / 1                   | 1-1    | 50 %  |      |
| Espinho                 | RP2                 | CF               | Elite 16                | 0 / 2  | 3-3   | 50 % |
| Agadir                  | R16                 | ND               | 0 / 1                   | 3-1    | 75 %  |      |
| Jurmala                 | Elite 16            | R16              | ND                      | 0 / 1  | 1-2   | 33 % |
| Edmonton                | Elite 16 Montreal   | R16              | ND                      | 0 / 1  | 2-1   | 66 % |
| Goa                     | ND                  | 3º               |                         | 0 / 1  | 4-2   | 66 % |
| Haikou                  | ND                  | 3º               | A                       | 0 / 1  | 1-2   | 33 % |
| Chiang Mai              | ND                  | CF               | ND                      | 0 / 1  | 2-2   | 50 % |
| Nuvali                  | ND                  | F                |                         | 0 / 1  | 4-2   | 66 % |
| Recife                  | Challenge Itapema   | R18              | 0 / 1                   | 1-2    | 33 %  |      |
| Saquarema               | ND                  | A                | CF                      | 0 / 1  | 2-2   | 50 % |
| Guadalajara             | Challenge Tlaxcala  | Challenge La Paz | CF                      | 0 / 1  | 2-2   | 50 % |
| Xiamen                  | ND                  | 3º               | 0 / 1                   | 4-2    | 66 %  |      |
| Títulos                 | 0                   | 0                | 0                       | 0 / 14 | 30-24 | 55 % |
| Ganados-Perdidos        | 5-3                 | 16-13            | 9-8                     | 0 / 14 | 30-24 | 55 % |
| Futures                 |                     |                  |                         |        |       |      |
| Balikesir               | 3º                  | ND               | A                       | 0 / 1  | 4-2   | 66 % |
| Títulos                 | 0                   | 0                | 0                       | 0 / 1  | 4-2   | 66 % |
| Ganados-Perdidos        | 4-2                 | 0-0              | 0-0                     | 0 / 1  | 4-2   | 66 % |
| Representación nacional |                     |                  |                         |        |       |      |
| Juegos Olímpicos        | ND                  | ND               | CF                      | 0 / 1  | 3-2   | 60 % |
| Títulos                 | 0                   | 0                | 0                       | 0 / 1  | 3-2   | 60 % |
| Ganados-Perdidos        | 0-0                 | 0-0              | 3-2                     | 0 / 1  | 3-2   | 60 % |